# Cerchysius laticeps
Cerchysius laticeps är en stekelart som beskrevs av Kerrich 1954. Cerchysius laticeps ingår i släktet Cerchysius och familjen sköldlussteklar. Inga underarter finns listade i Catalogue of Life.